# Jezuitský rybník

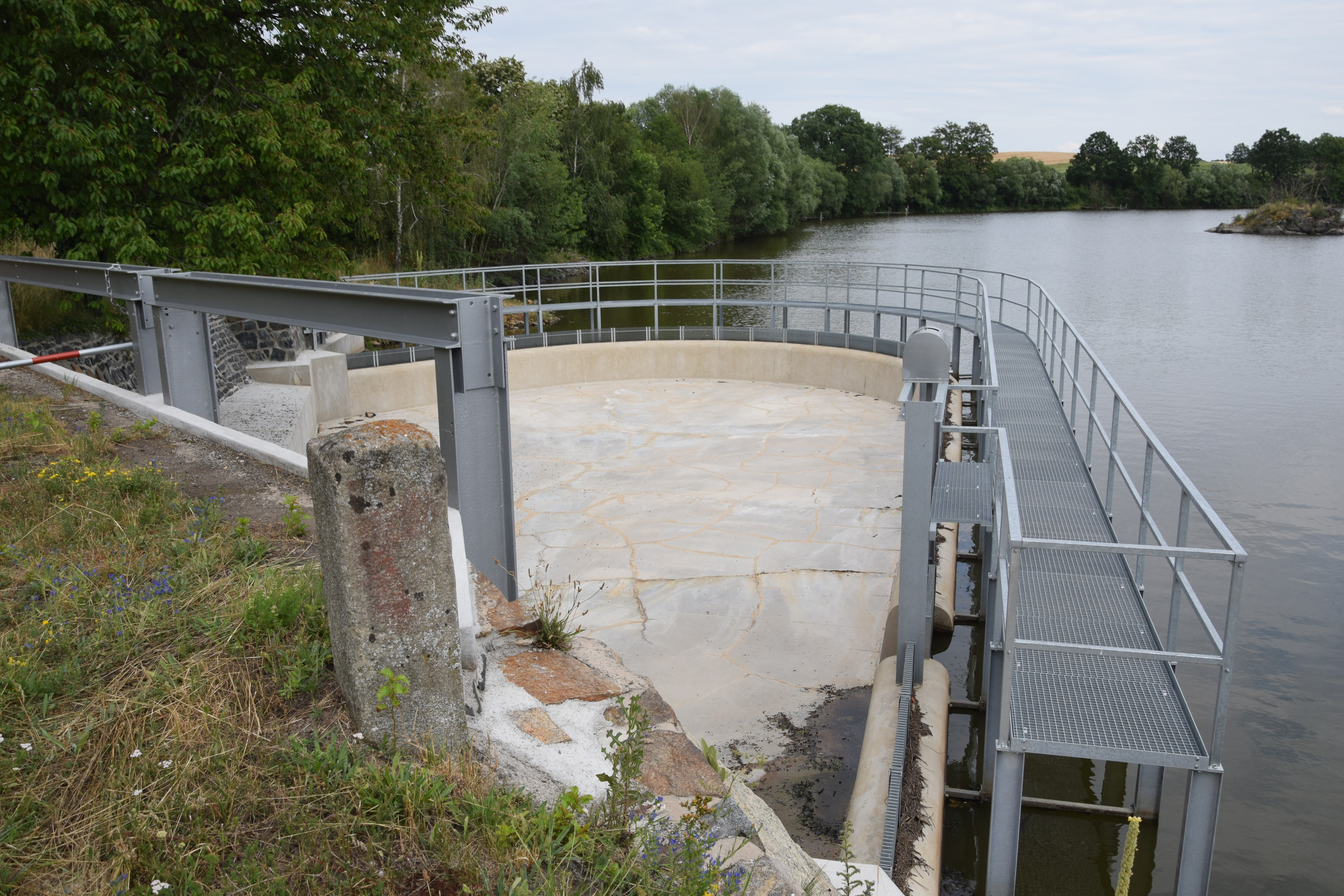
Rekonstruovaný přeliv zvyšuje bezpečnost proti přelití hráze

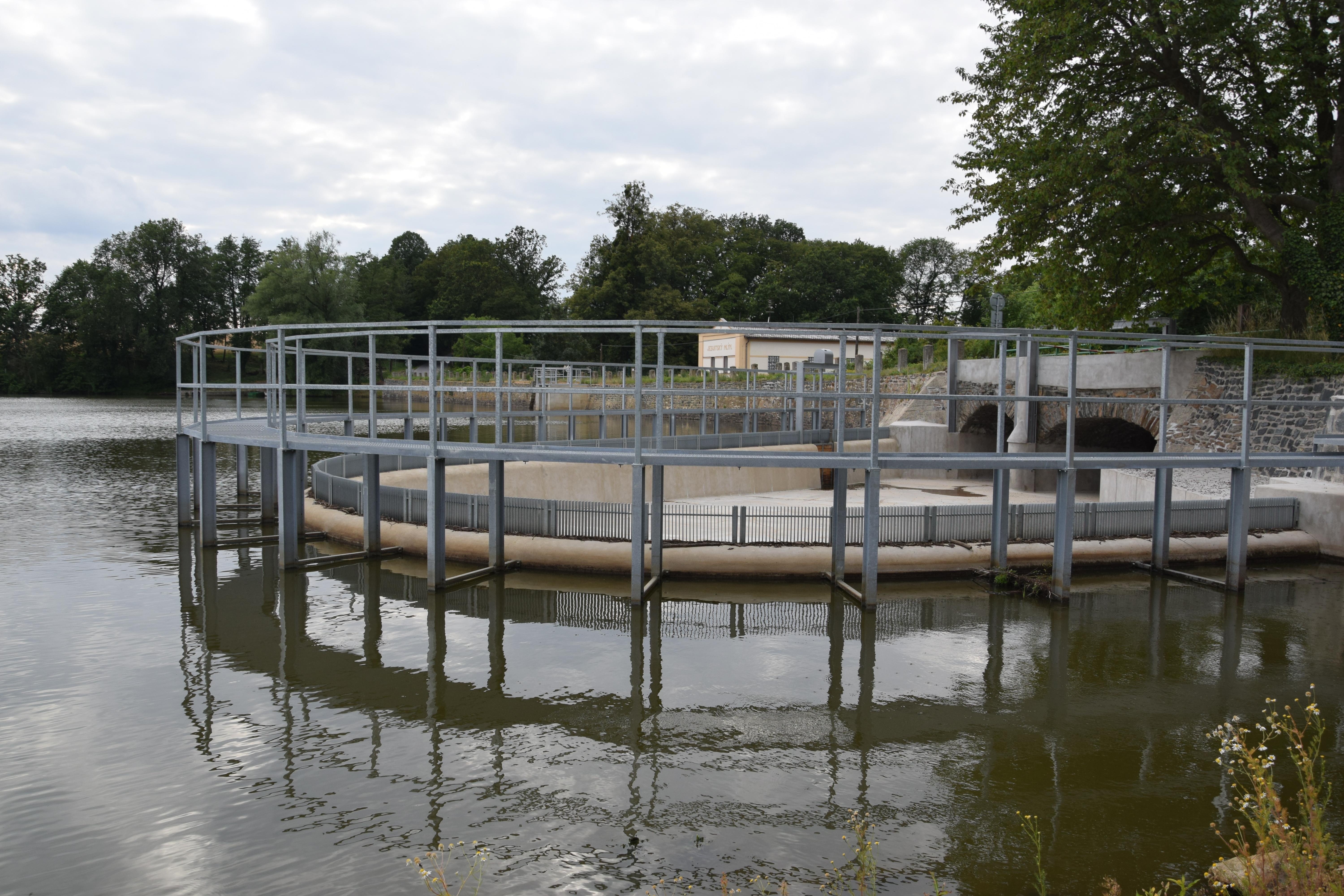

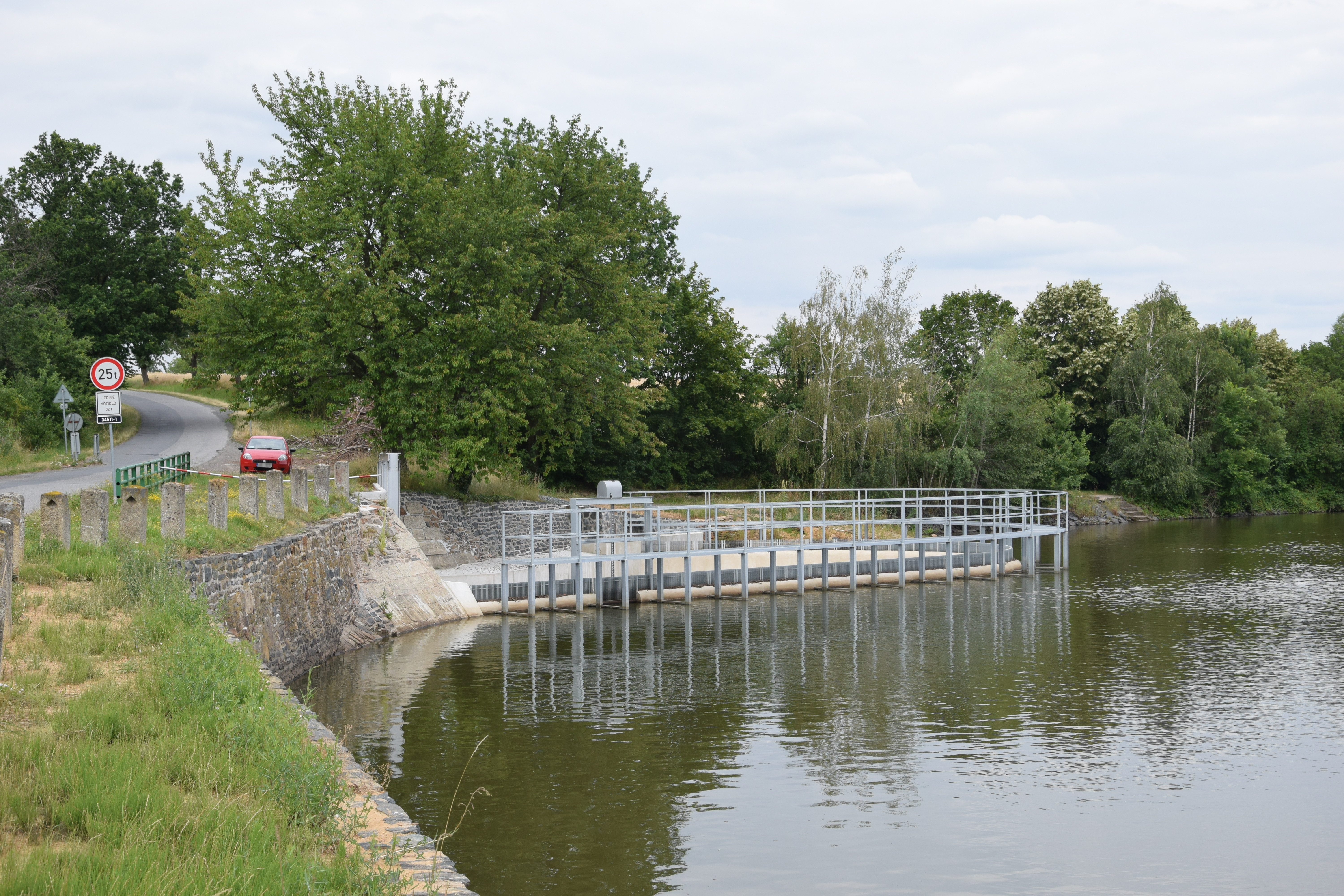

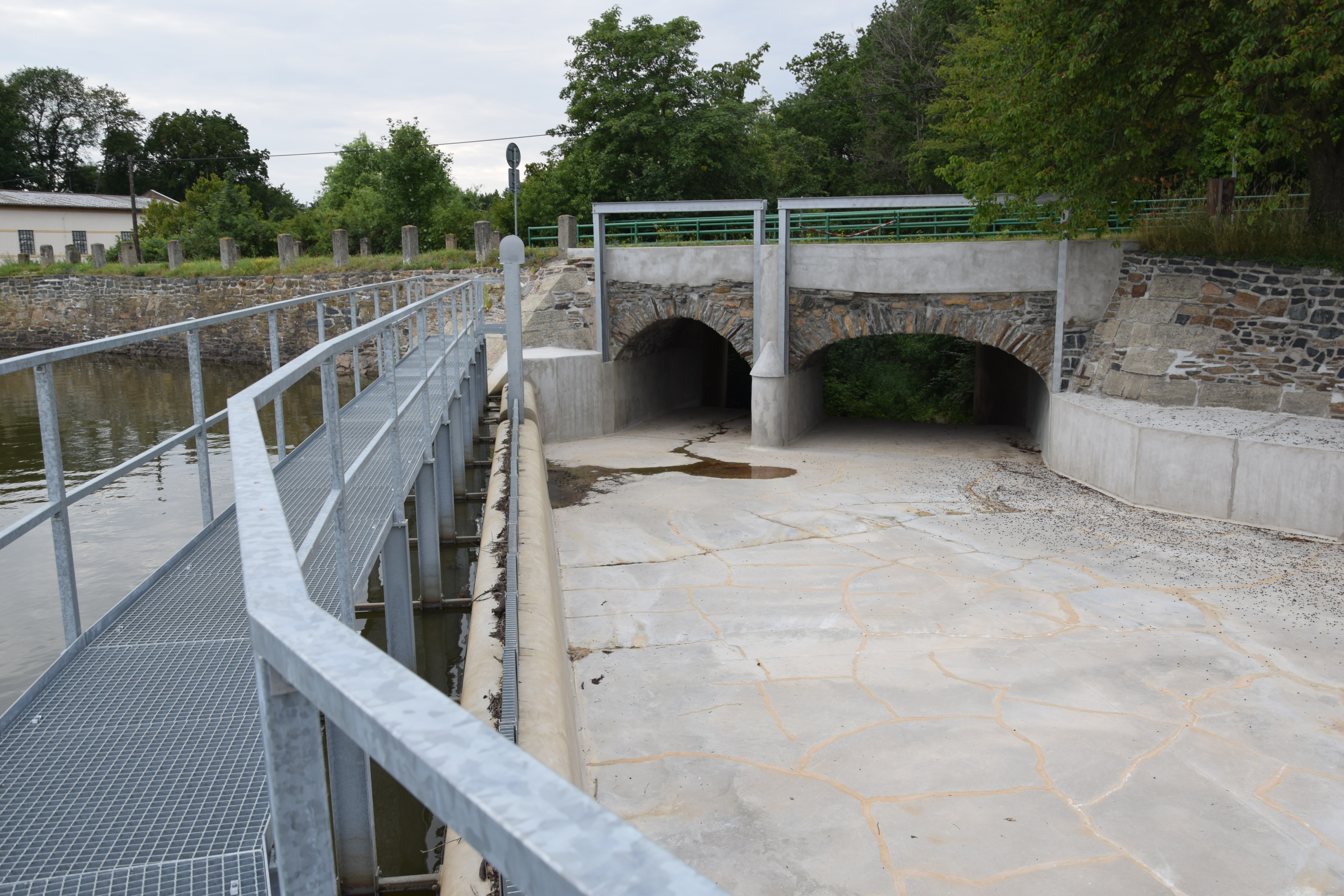
Odtokové tunely přelivu - pohled z lávky

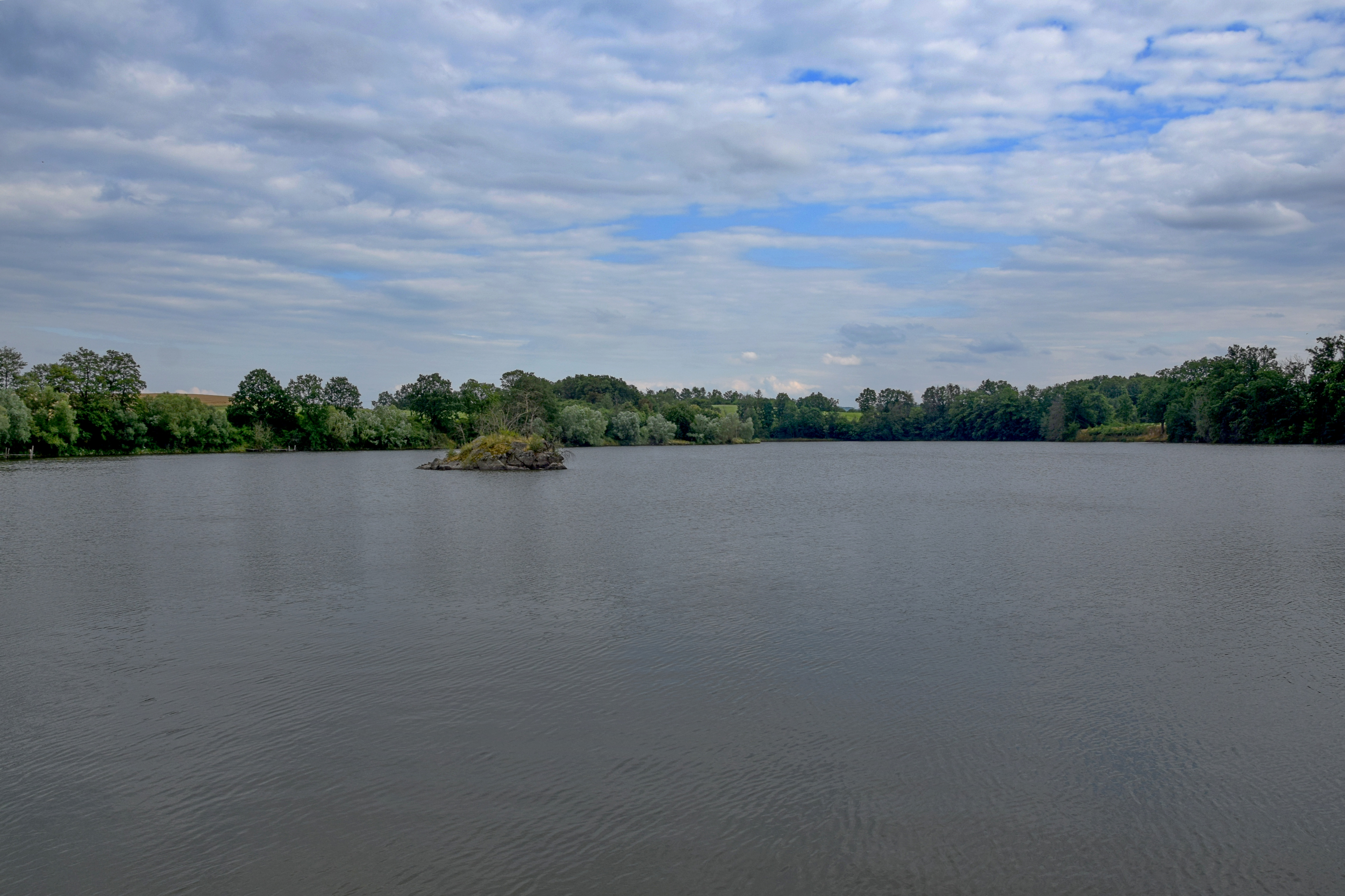

Jezuitský rybník je rybník v kraji Vysočina. Nachází se v okrese Havlíčkův Brod mezi obcemi Sirákovice a Spytice. Vodní plocha má rozlohu 13,6 hektarů, celkový objem činí 420 tis. m³, retenční objem je 74 tis. m³.
Leží v nadmořské výšce přibližně 302 metrů. U východní břehu je na rybníku malý ostrůvek (asi 50 metrů od břehu a 100 metrů od hráze). Rybník je napájen říčkou Hostačovkou, na které leží též o něco menší Sirákovický rybník (asi 500 m jižněji, proti proudu říčky).
Po hrázi rybníka vede spojovací silnice III. třídy. Ta začíná na okraji obce Spytice (cca 0,9 km od rybníka) odbočkou ze silnice Spytice–Zvěstovice, vede okolo místní části Potěšilka (Spytice čp. 17 a 18, odsud je k rybníku již jen asi 400 metrů), přes hráz pokračuje přibližně 500 metrů jihovýchodně, kde končí křižovatkou na silnici Sirákovice–Skryje. Pokud na této křižovatce odbočíme vlevo, dojedeme do obce Sirákovice (celkem po silnici asi 1,2 km – rybník leží na katastrálním území této obce), pokud se na křižovatce vydáme vpravo a na další křižovatce opět vpravo, dojedeme do obce Skryje (asi 2 km).
Jezuitský mlýn (Sirákovice čp. 23) stojí hned vedle silnice vedoucí po hrázi. Jezuitský rybník je chovný rybník a vedle mlýna (směrem na Spytice) se rozkládají rybí sádky. V areálu Jezuitského mlýna je nyní provozována též malá vodní elektrárna o výkonu 26 kW,
spadající tedy v rámci malých vodních elektráren do podkategorie domácí zdroje.
V roce 2018 byla pro nevyhovující technický stav provedena rekonstrukce bezpečnostního přelivu. Rekonstrukcí došlo ke zvýšení bezpečnosti provozu vodního díla za povodňových situací. Bezpečnostní přeliv chrání vlastní nádrž, zejména hráz před přelitím, poškozením a údolí pod nádrží chrání před možnými škodami přelitím nebo protržením hráze. Zajišťuje před povodněmi 231 obyvatel v oblasti pod hrází. 
Projekt byl spolufinancován Evropskou unií – Fondem soudržnosti v rámci Operačního programu Životní prostředí.
Celkové výdaje 6 351 132 Kč, z toho 5 398 462 Kč dotace EU.

## Fotogalerie

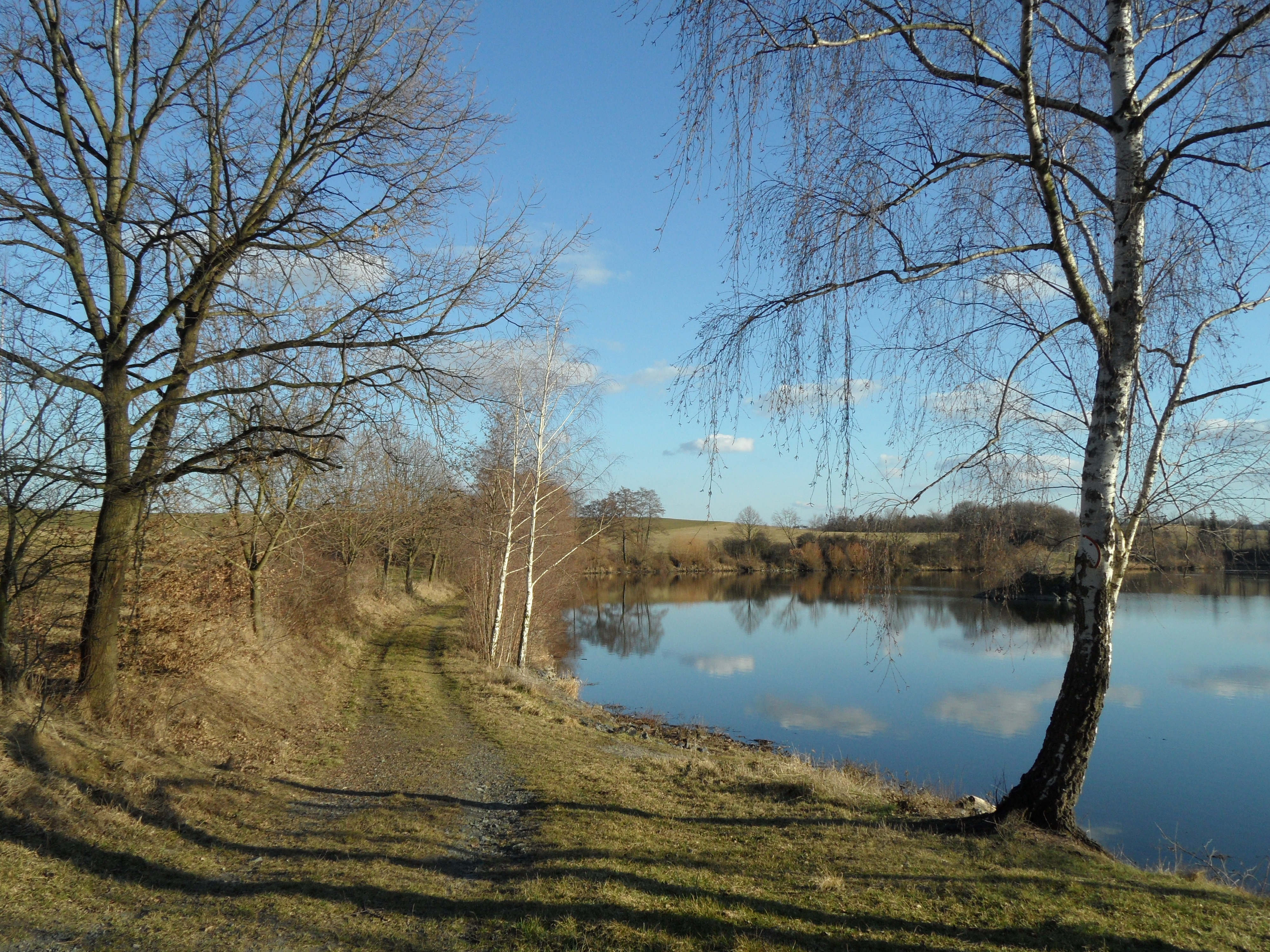
Cesta podél východní strany rybníka
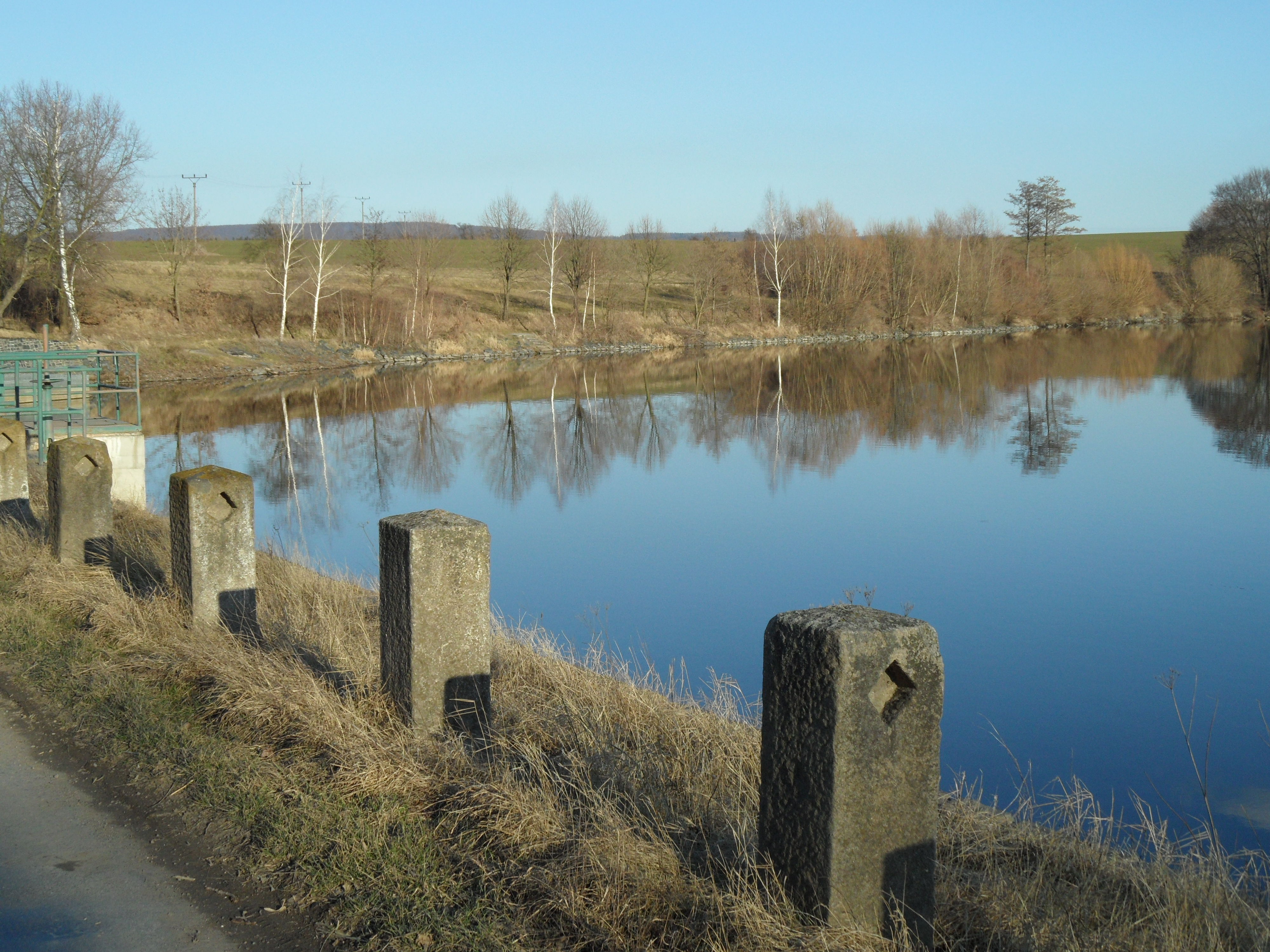
Hráz směr Spytice
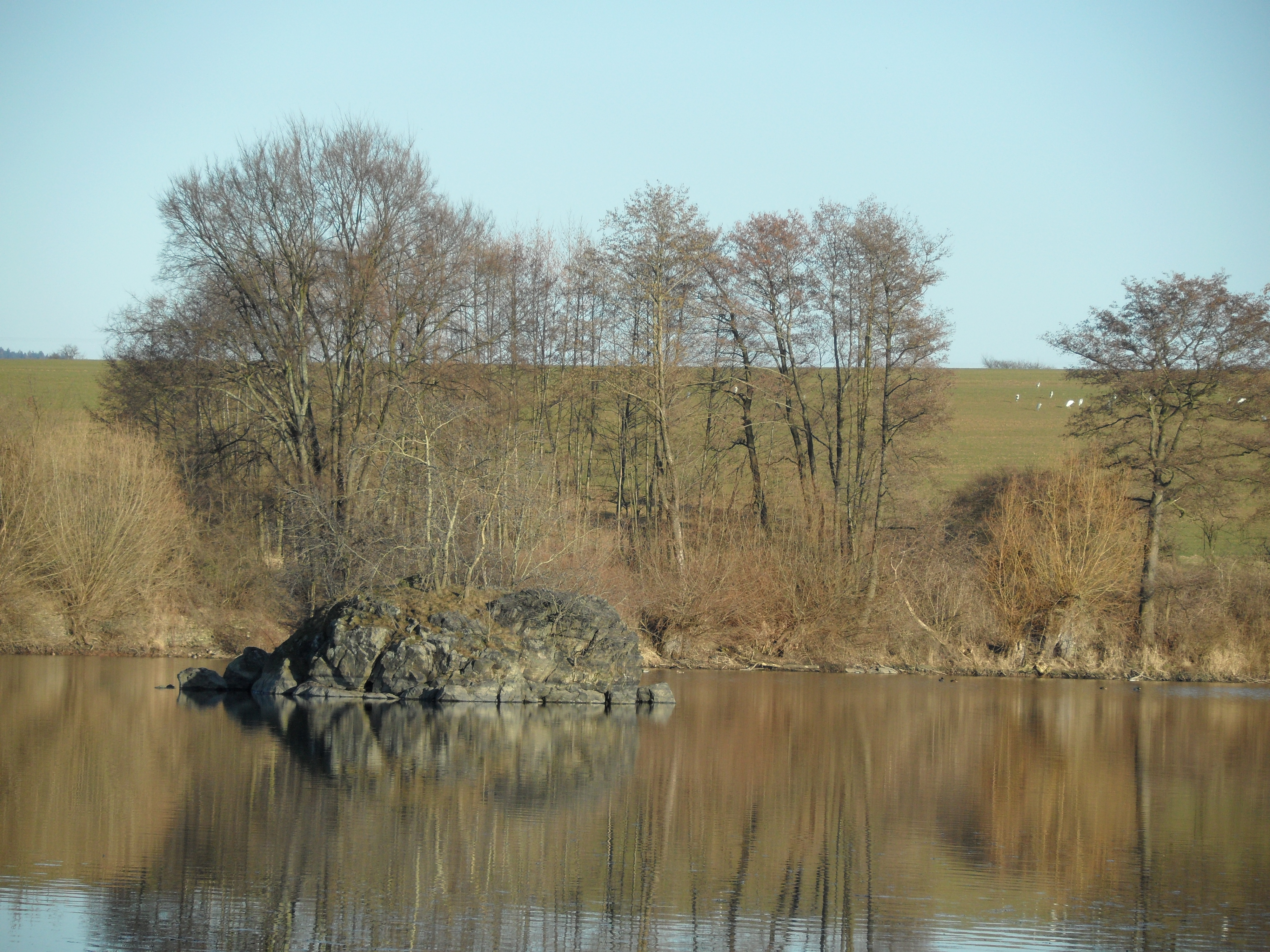
Malý ostrůvek u východního břehu
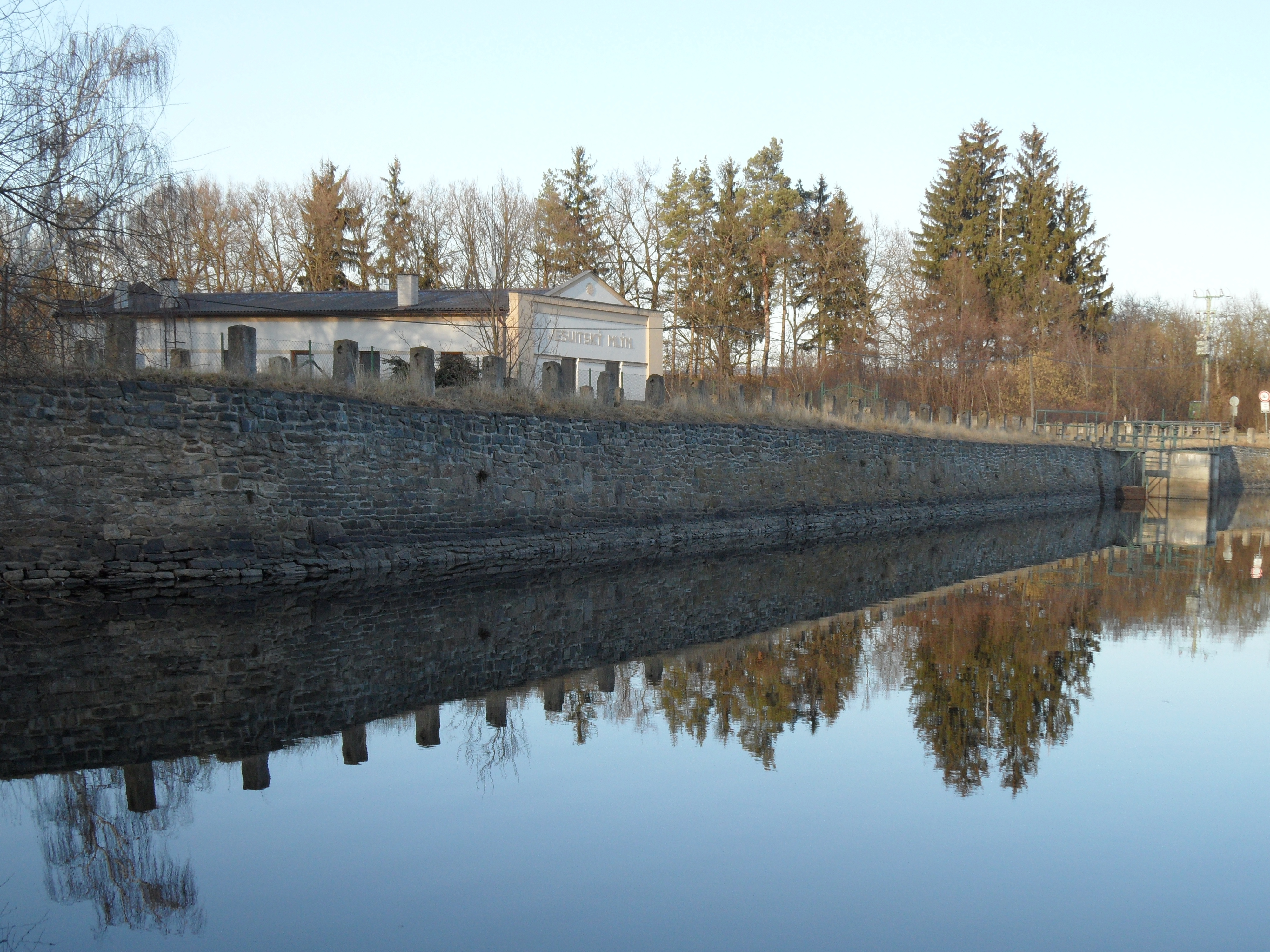
Celkový pohled na hráz
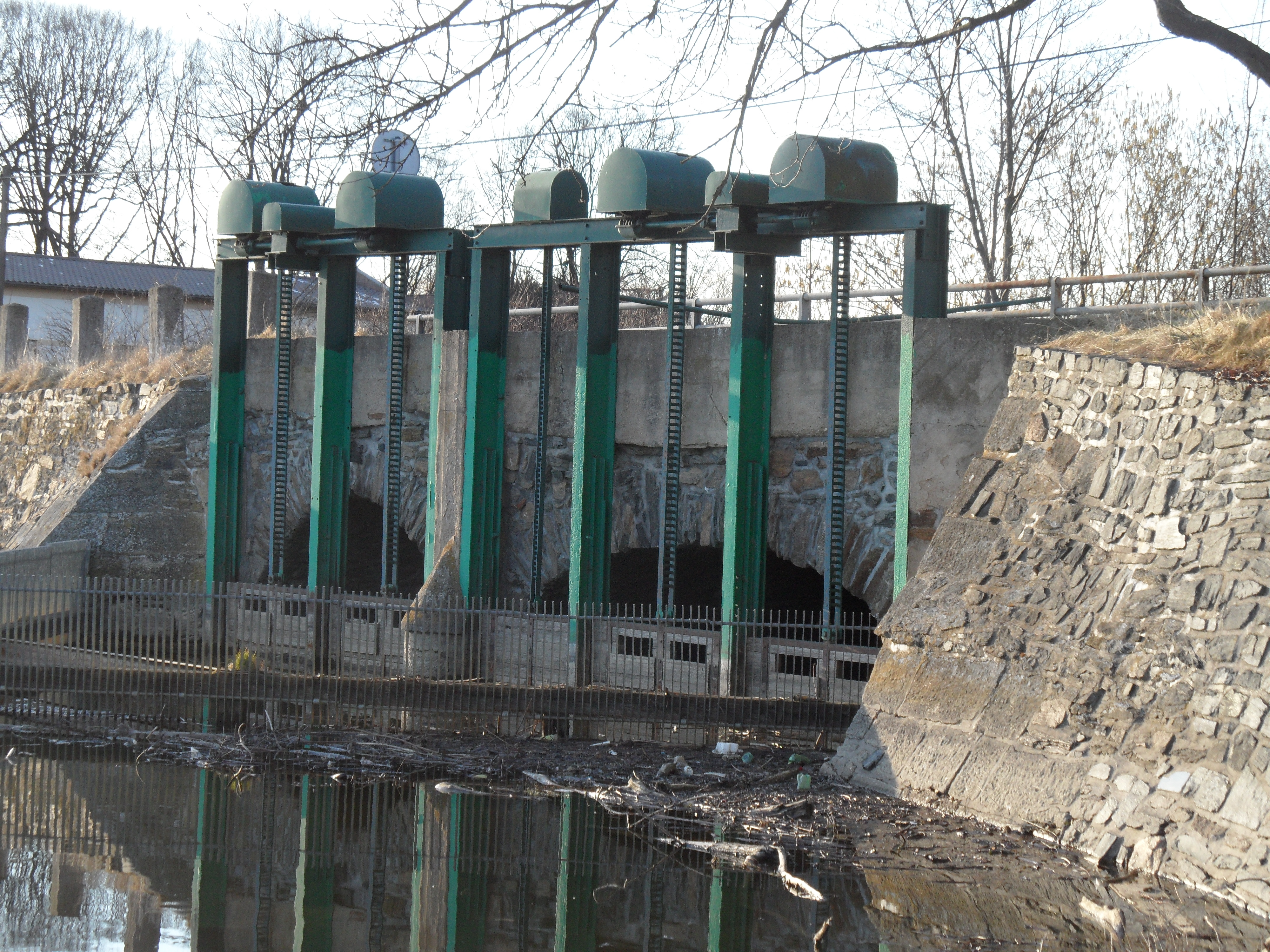
detail stavidla
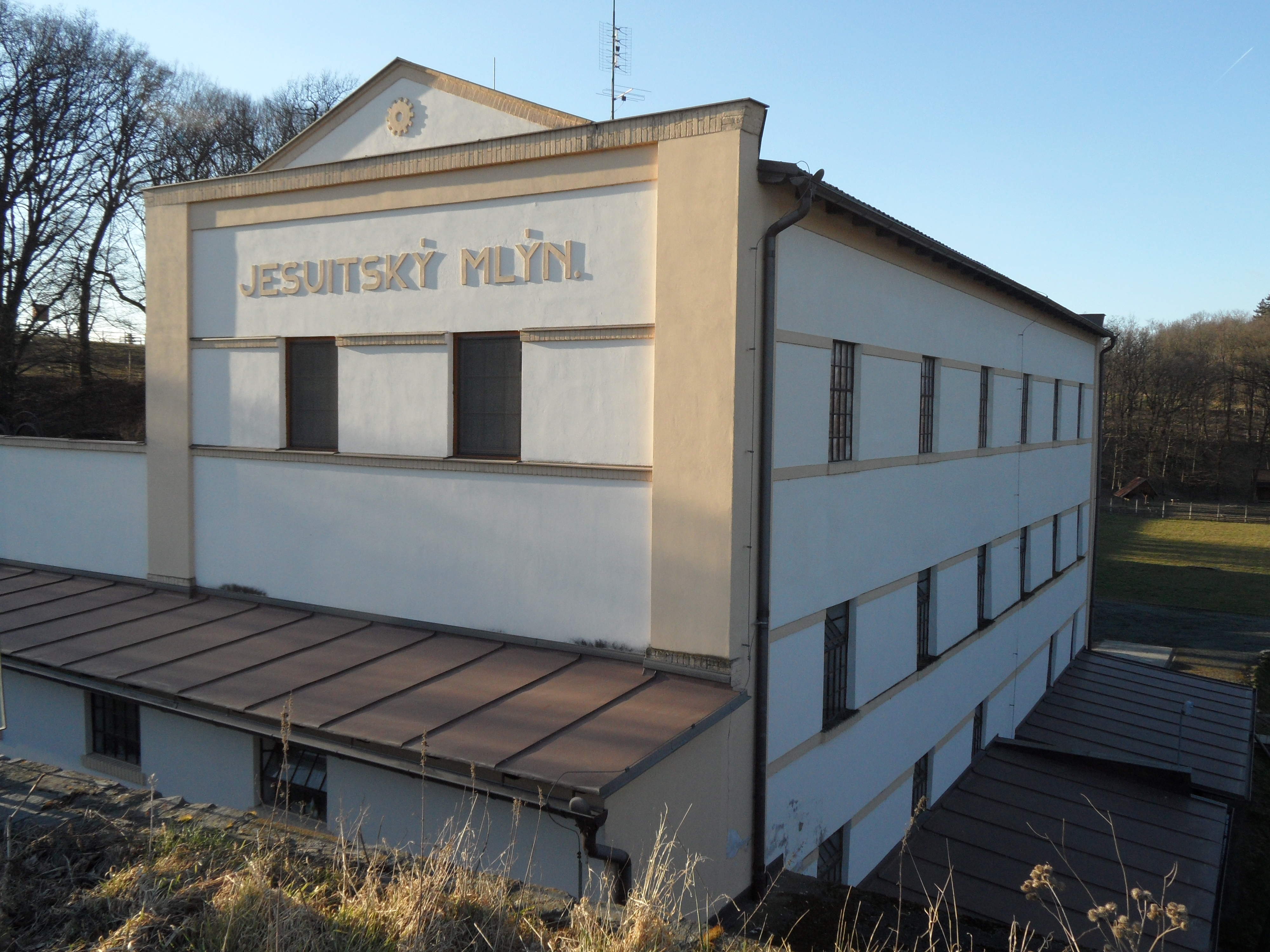
Jezuitský mlýn: celkový pohled
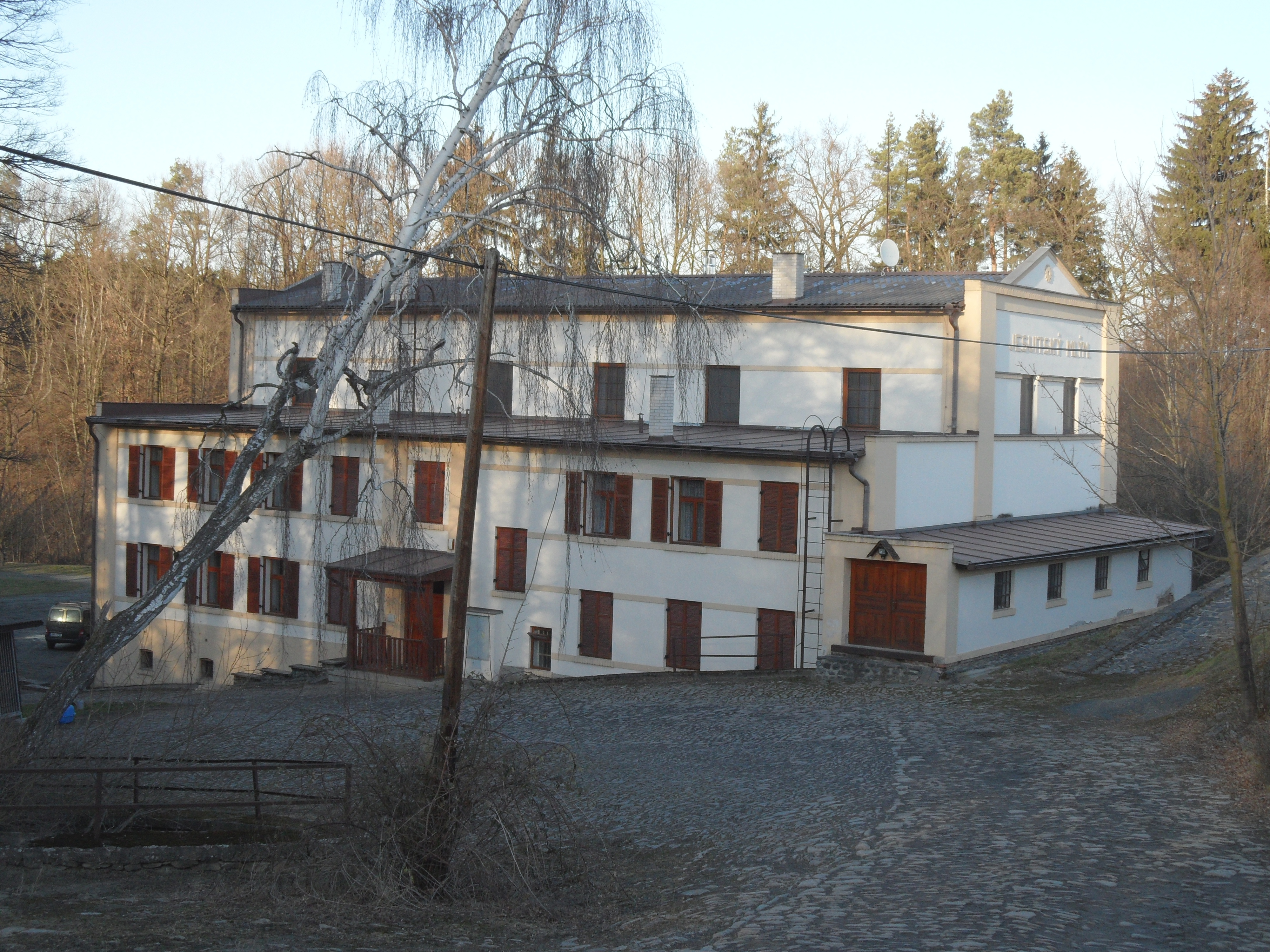
Jezuitský mlýn od západu
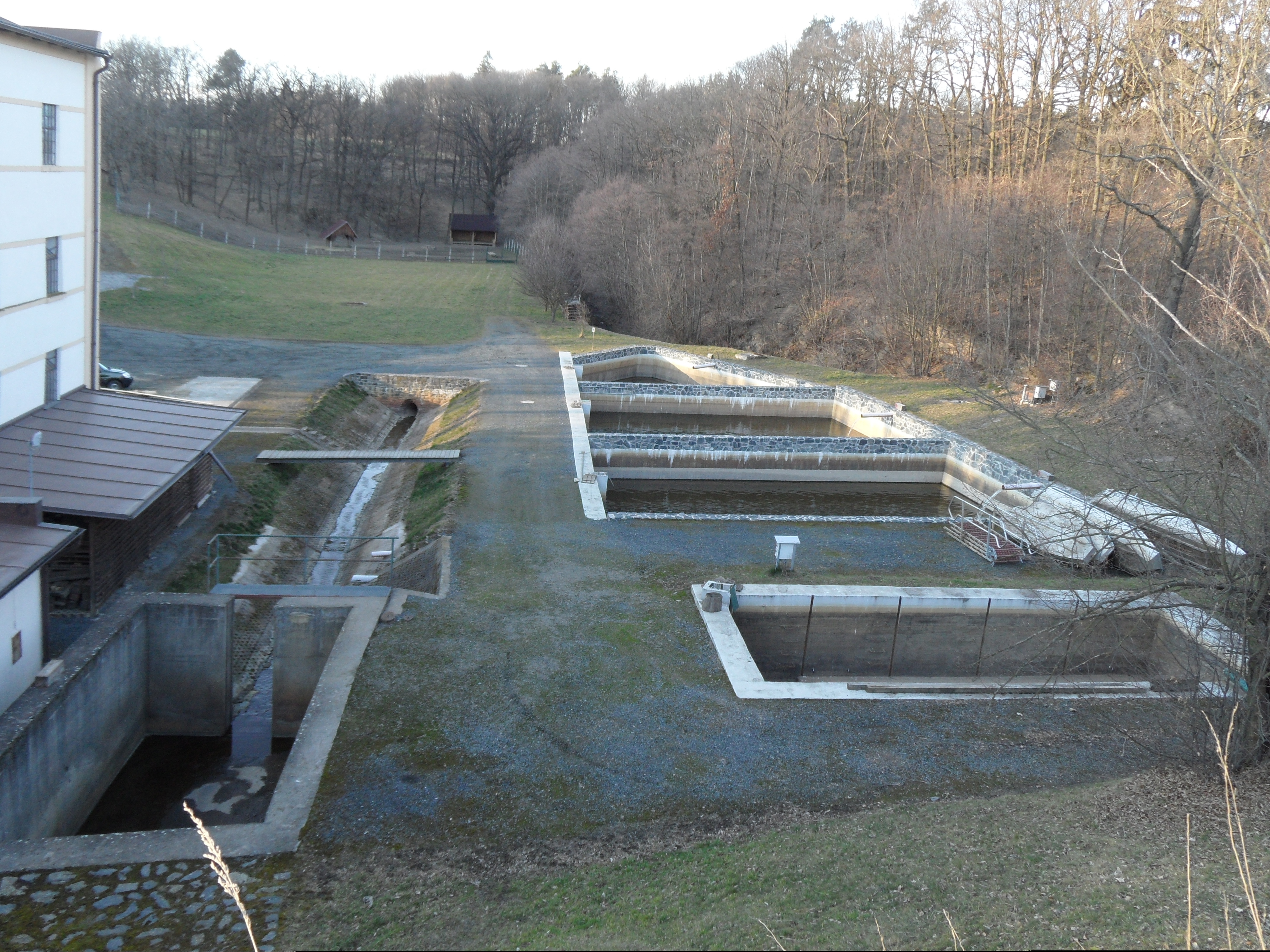
Odtok a rybí sádky